# Komet Arend-Roland
Komet Arend-Roland  ali Veliki komet iz leta 1957 ali C/1956 R1  je komet, ki sta ga 8. novembra 1956 na fotografskih ploščah odkrila belgijska astronoma Sylvain Arend (1902 – 1992) in Georges Roland (1922 – 1991) .

## Lastnosti
Tirnica kometa je bila hiperbolična 
(izsrednost je večja od 1). Komet je bil najbolj svetel v letu 1957 v času potovanja skozi notranji del Osončja. Po prehodu prisončja je kazal protirep. V prisončju je bil 8. aprila 1957 na oddaljenosti 0,32 a.e. Njegova največja svetlost je dosegla magnitudo -1 .
Mimo Zemlje je letel na oddaljenosti 0,57 a.e. 21. aprila .